# Hauge i Dalane
Hauge este o localitate din comuna Sokndal, provincia Rogaland, Norvegia, cu o suprafață de 1,64 km² și o populație de 2.163 locuitori (2013).